# Volcanes de Bayuyo
Die Volcanes de Bayuyo bilden eine Vulkanreihe in der Gemeinde La Oliva auf der Kanareninsel Fuerteventura.

## Beschreibung
Die Vulkane stehen entlang einer von Südwesten nach Nordosten verlaufenden Bruchlinie zwischen Lajares und Corralejo. Ihre Schlackenkegel erreichen Höhen zwischen 200 und 270 Metern.
Die Reihe beginnt nordöstlich von Lajares mit der sichelförmigen Montaña Colorada, die aus den Resten zweier Vulkankegel zusammengesetzt ist und sich fast 150 m über die Umgebung auf eine Gesamthöhe von 248 m erhebt. Der Berg verdankt den Namen seiner intensiv rotbraunen Farbe. Über einen 214 m hohen Sattel ist er mit dem Calderón Hondo verbunden, der mit 278 m höchsten Erhebung der Vulkanreihe. Der Boden seines runden, 350 m × 300 m weiten Kraters hat eine Höhe von 162 m und liegt damit 66 m unter dem tiefsten Punkt des Kraterrandes. Jenseits einer Senke befindet sich 300 m nordöstlich die hufeisenförmige, sich nach Nordwesten öffnende Caldera Rebanada, die eng mit dem Vulkangebäude der Caldera Encantada verbunden ist, die sich nach Osten öffnet. Die gemeinsame Kraterwand erreicht eine Höhe von 253 m. Nach Nordosten schließt sich der Vulkankegel Las Calderas an. Sein Krater, dessen Wand im Westen über 120 m höher als im Osten ist, hat einen Durchmesser von 500 m. Ein nur 137 m hoher Sattel leitet zu den sich aneinander schmiegenden Vulkangebäuden des Bayuyo und der Montaña San Rafael hinüber. Der Bayuyo ragt bei einer Höhe von 271 m etwa 170 m über das Umland hinaus. Sein 500 m weiter Krater öffnet sich hufeisenförmig nach Nordwesten, während der der Montaña San Rafael nach Nordosten ausgerichtet ist. Die Vulkanreihe besitzt zwischen Montaña Colorada und Montaña San Rafael eine Ausdehnung von 4,5 km.

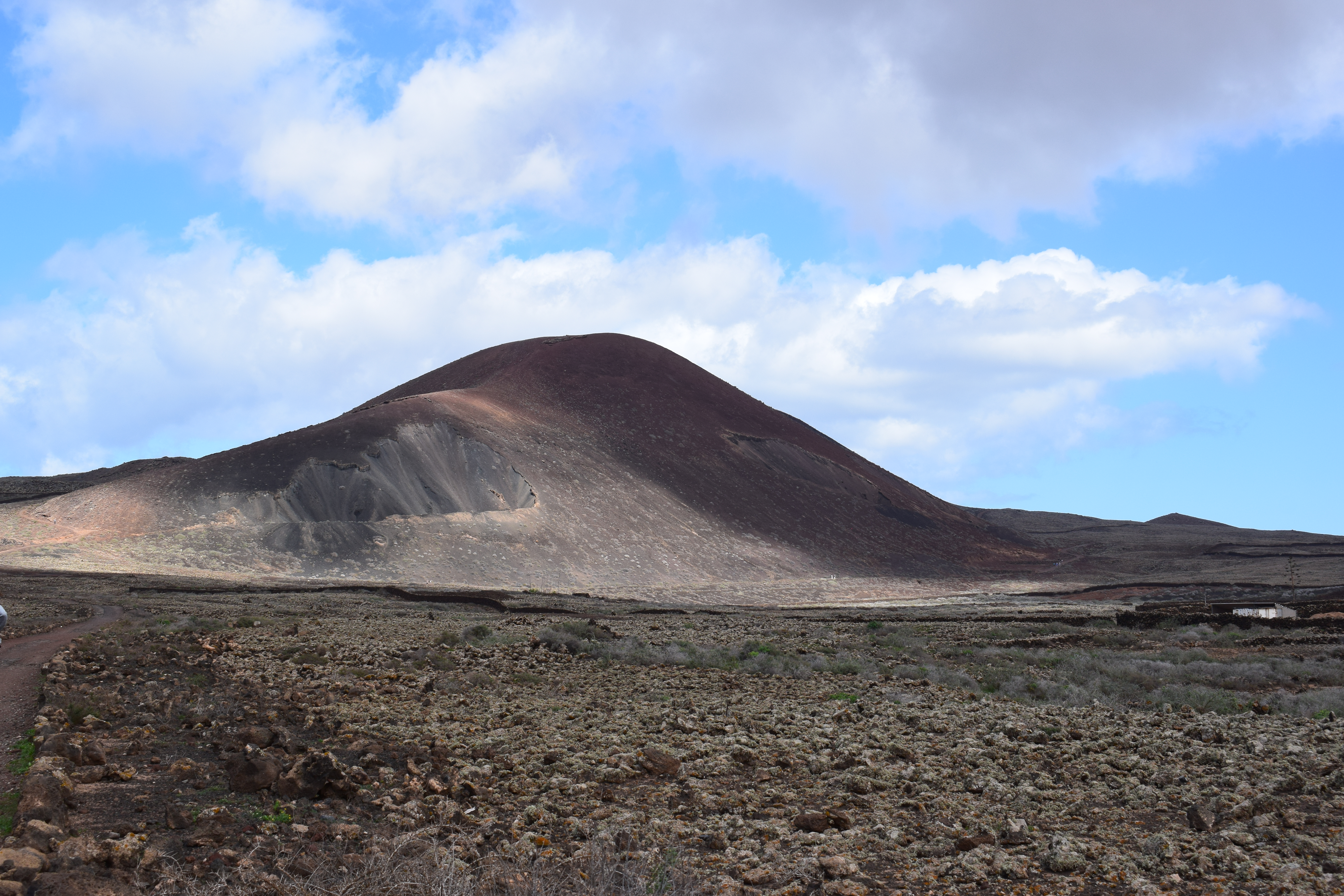
Montaña Colorada von Südwesten
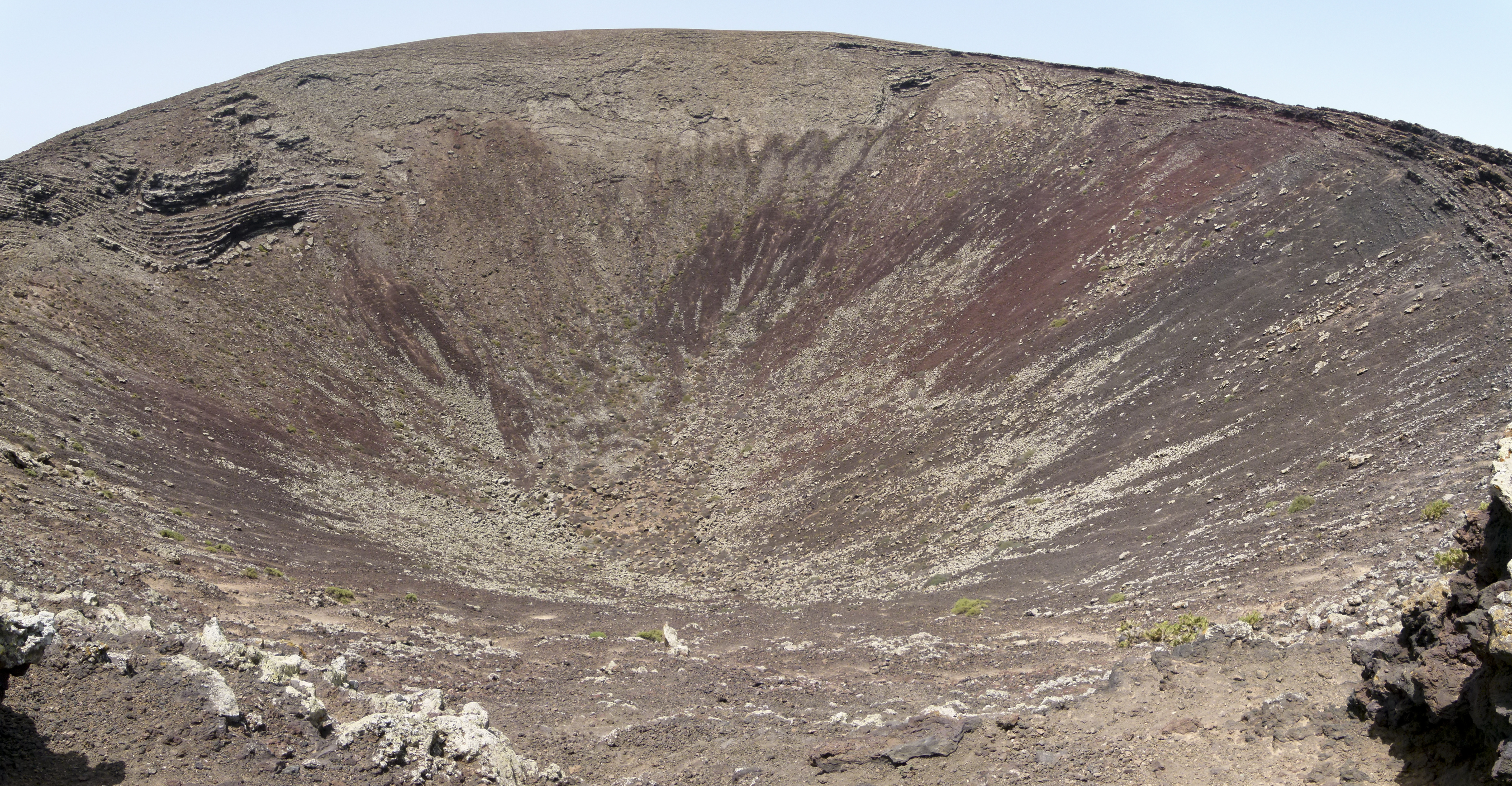
Blick in den Krater des Calderón Hondo
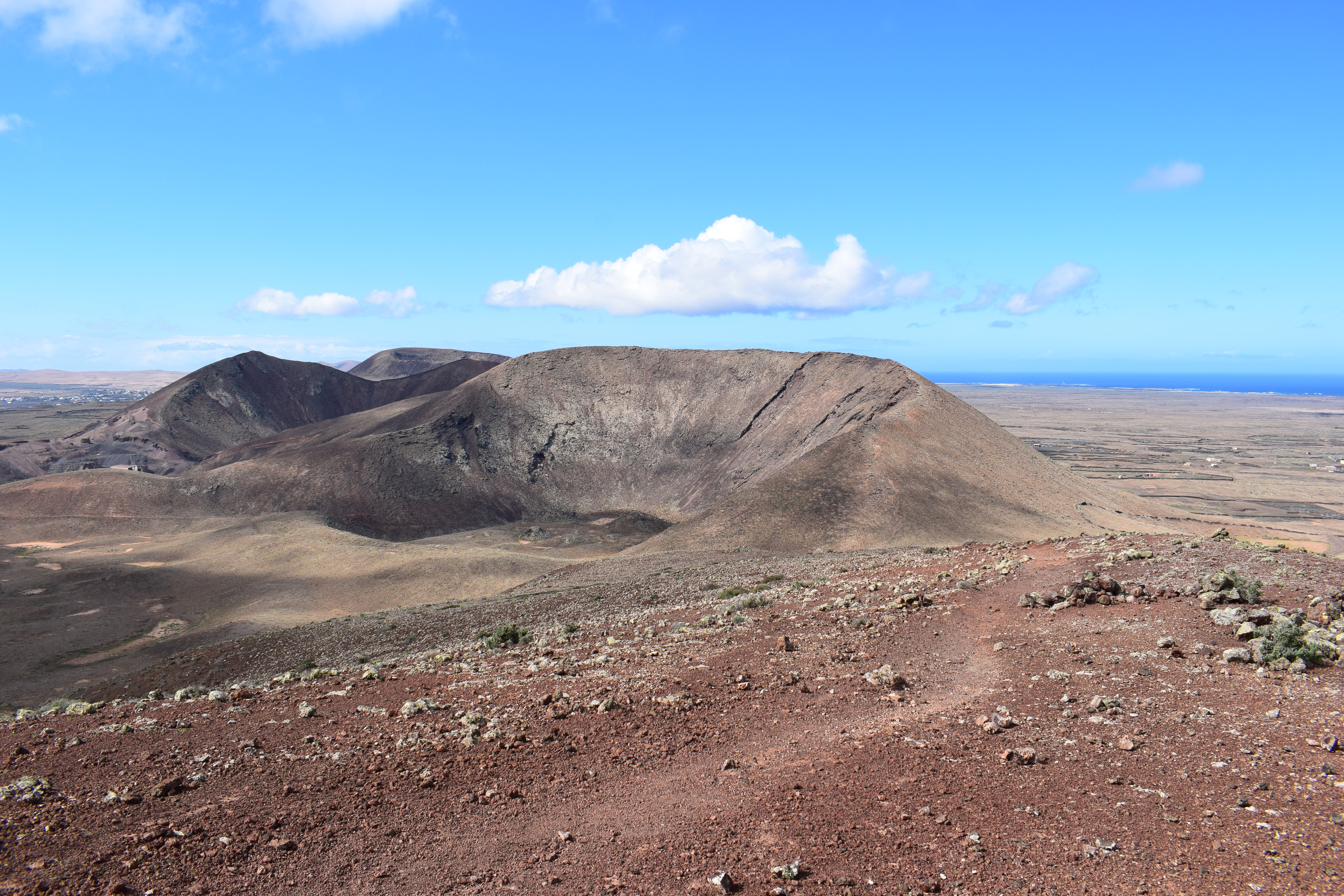
Blick vom Bayuyo auf den Krater Las Calderas
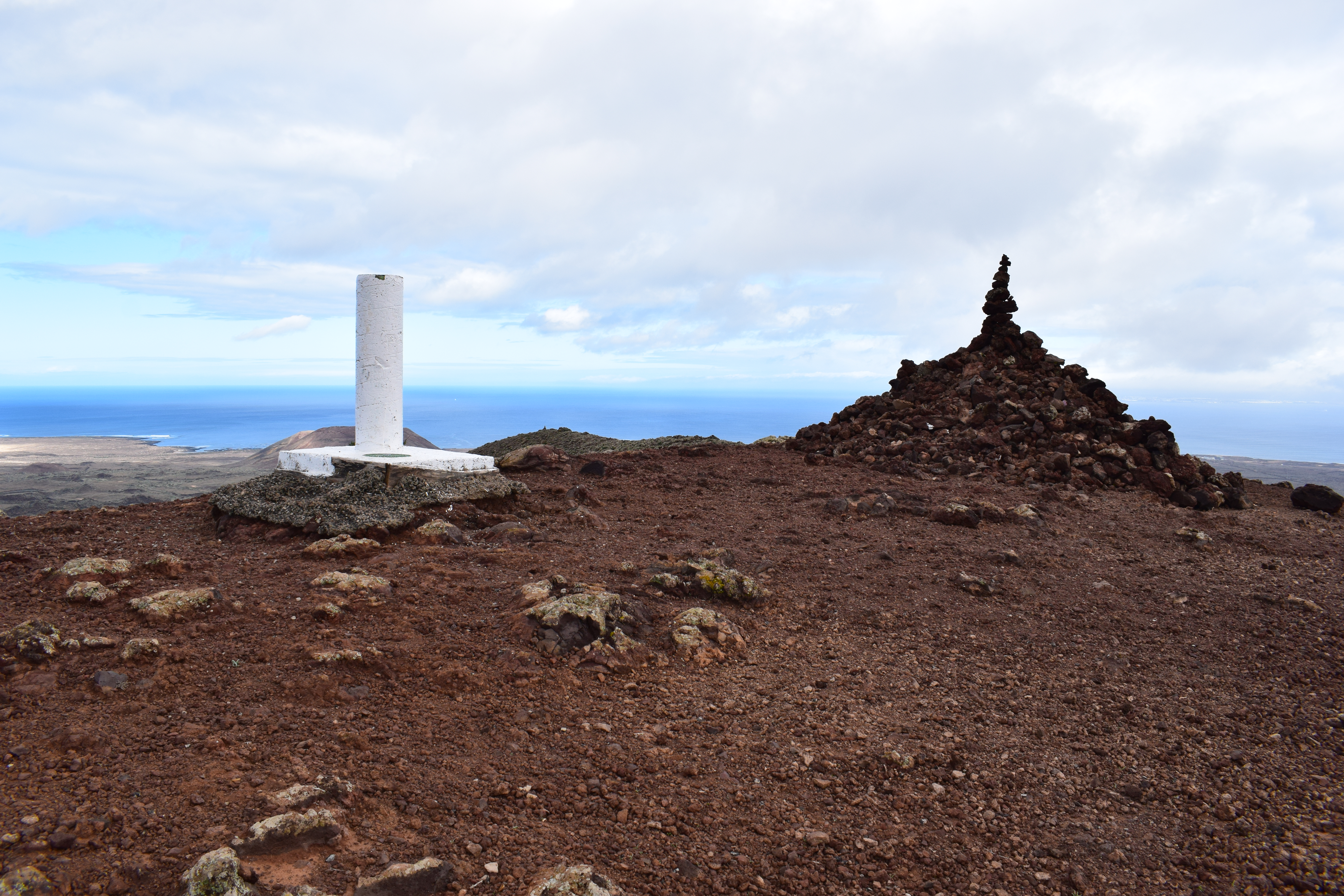
Gipfel des Bayuyo
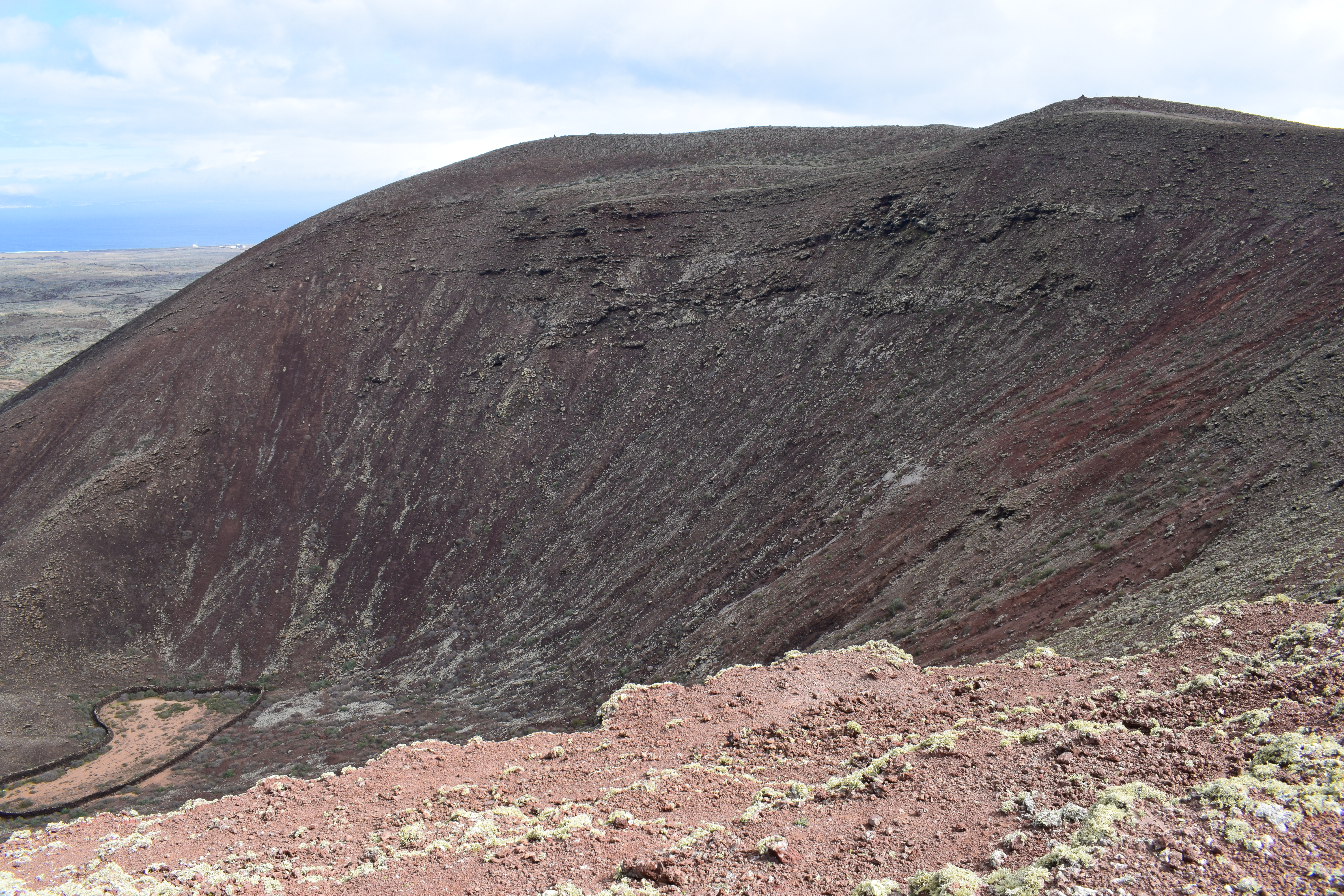
Blick in den Krater des Bayuyo

## Entstehung
Vor etwa 50.000 Jahren begann die vierte und jüngste eruptive Phase der Erdgeschichte Fuerteventuras, in die die Entstehung der Volcanes de Bayuyo fällt, die manchmal 15.000 bis 30.000, manchmal 30.000 bis 50.000 Jahre in die Vergangenheit datiert wird. Bis zu dieser Zeit befand sich die Nordküste der Insel auf der Linie von El Cotillo über Lajares nach El Guriame. Durch Die Eruptionen und Lavaflüsse der Volcanes de Bayuyo und der Vulkangruppe aus Montaña de la Mancha, Montaña de la Raya und Montaña de Lomo Blanco, die 2,5 km nordwestlich der Volcanes de Bayuyo an einer weiteren Bruchlinie ebenfalls von Südwesten nach Nordosten ausgerichtet ist, führten zur Bildung der Malpaís de Corralejo und vergrößerten die Inselfläche um 110 km². Das dabei emittierte Gesamtvolumen wird auf knapp einen Kubikkilometer geschätzt. Zeitgleich mit den Volcanes de Bayuyo entstand an derselben Bruchlinie der Erdkruste die Insel Lobos mit ihrem Vulkan Montaña La Caldera.

## Umwelt
Die Volcanes de Bayuyo genießen keinen staatlichen Schutz. Drei der sieben Vulkane sind von Steinbrüchen zum Abbau von Picón sichtbar in Mitleidenschaft gezogen.
Die Pflanzen- und Tierwelt ist wie überall auf Fuerteventura artenarm. Im Gebiet wachsen mehrere Arten aus der Familie der Fuchsschwanzgewächse wie das Wurmförmiges Salzkraut (Salsola vermiculata), die Suaeda vera und Chenoleoides tomentosa. Häufig findet man die Knotenblütige Mittagsblume (Mesembryanthemum nodiflorum), vereinzelt die Oleanderblättrige Kleinie (Kleinia neriifolia). Unter den Tieren sind besonders die Vögel erwähnenswert. Der Kanarenschmätzer (Saxicola dacotiae), der mit mehreren Paaren vertreten ist, kommt weltweit nur auf Fuerteventura vor. Daneben gibt es Kolkraben (Corvus corax) und Stummellerchen (Calandrella rufescens) sowie eine größere Population des Wüstengimpels (Bucanetes githagineus). Gelegentlich werden Raubvögel wie der Mäusebussard (Buteo buteo insularum) und die Kanaren-Schleiereule  (Tyto alba gracilirostris) gesichtet. Häufig anzutreffen ist auch das in den 1960er Jahren aus Nordafrika eingeführte Atlashörnchen (Atlantoxerus getulus), das oft an den Menschen gewöhnt und zutraulich ist.

## Tourismus

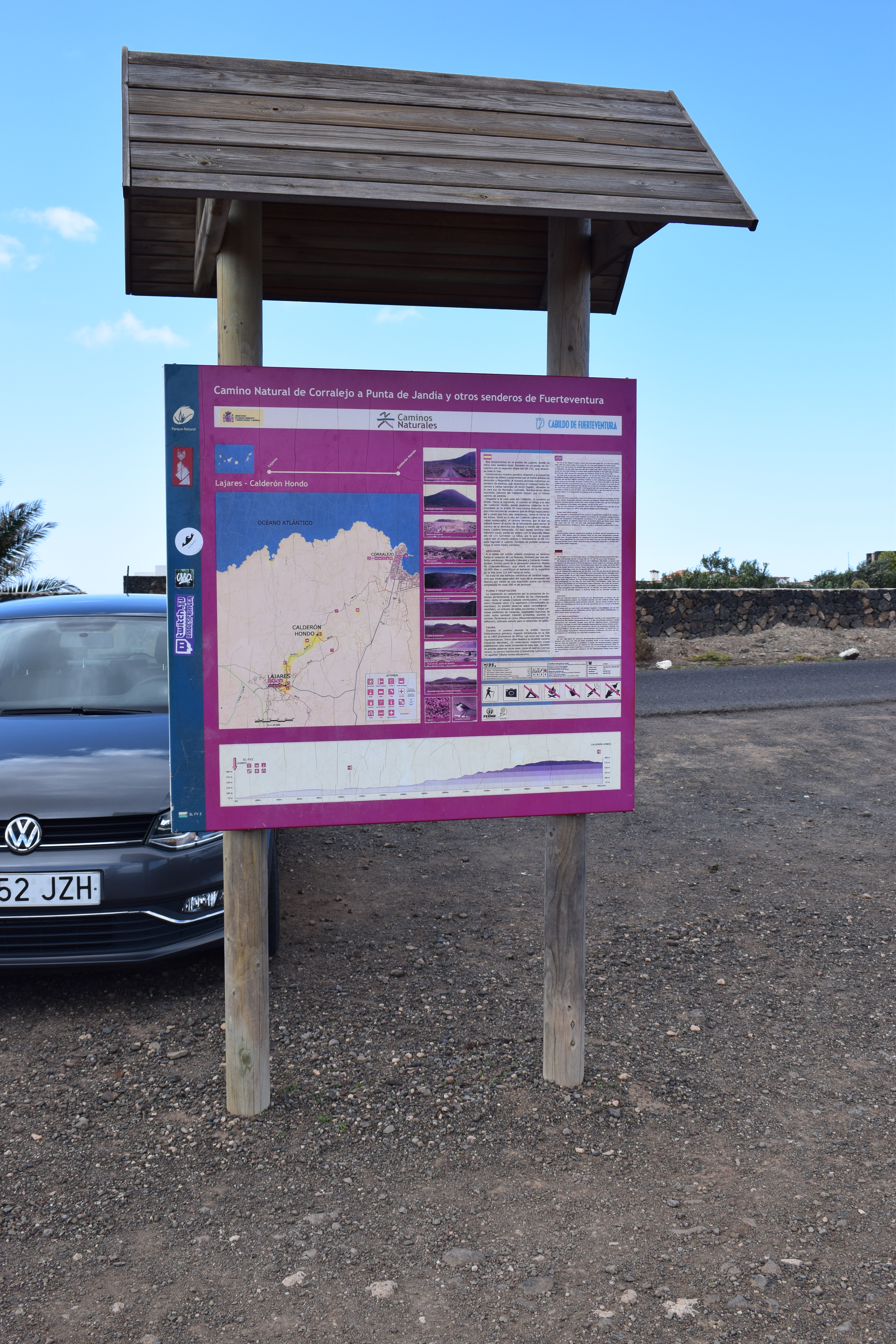
Wandertafel am Beginn des Wanderwegs SL FV 2 Calderón Hondo–Lajares

Die zweite Etappe des Hauptwanderweges Fuerteventuras GR 131 führt von Corralejo nach La Oliva am nordwestlichen Rand der Volcanes de Bayuyo entlang und weiter durch die Senke zwischen Calderón Hondo und Caldera Rebanada. Eine Wegvariante über die Montaña San Rafael und den Bayuyo belohnt mit Aussichten auf den gesamten Norden Fuerteventuras und auf die Nachbarinseln Lobos und Lanzarote.
Der lokale Wanderweg SL FV 2 führt von Lajares zur Aussichtsplattform auf dem Kraterrand des Calderón Hondo und zu einem verlassenen Gehöft im Ödland.